# 2019년 인도 하원 선거
2019년 인도 하원 선거(영어: 2019 Indian general election)은 2019년 4월 11일부터 5월 19일까지 17대 로크 사바를 선출하기 위해 치러진 선거이다. 결과는 5월 23일 발표되었다. 인도 인민당이 1989년 총선 이래 최고인 37.36%의 득표로 의석을 303석으로 늘려 다수당의 지위를 더욱 확고히 했다.

## 결과
인도 인민당이 303석, 국민민주동맹이 353석을 얻은 보수정당의 압승이었다. 반면 진보정당은 인도 국민회의가 52석, 통합진보동맹 91석 등 2번 연속 100석에 못 미치는 참패를 당했다.

## 같이 보기
- 인도의 정치